# Цуруґаока Хатіманґу
35°19′34″ пн. ш. 139°33′23″ сх. д. / 35.32608056° пн. ш. 139.55641667° сх. д.
Цуруґаока Хатіманґу (яп. 鶴岡八幡宮) — синтоїстський храм у місті Камакура (префектура Канаґава на сході Японії). Тут проводиться багато фестивалів, розміщуються два музеї. У дворі храму росло 1000-літнє гінгко, яке було знищене штормом 10 березня 2010 року.

## Історія
Храм заснований у 1063 році на честь божества Хачіман і присвячений імператору Одзіну, його матері імператриці Дзінгу та його дружині Хіме-гамі. У 1191 році Мінамото-но Йорітомо, засновник сьогунату Камакура, переніс його в теперішнє місце. 12 лютого 1219 року у дворі храму найманцем вбито Мінамото но Санетомо, останнього із синів Мінамото но Йорітомо.
До 1868 року храм був будистськимо до розпорядження про поділ синтоїзму та буддизму. З 1871 по 1946 рік храм був у списку високопоставлених національно значимих святинь.
Цуруґаока Хатіманґу є центром культурної діяльності, і в святині практикуються ябусаме (стрільба з коня) і кюдо (японське мистецтво стрільби з лука). Він також має великі півонієві сади, три кафе, дитячий садок, офіси і додзьо. На його території розташовані два музеї — Музей національних скарбів Камакура, що належить місту Камакура, та префектурний Музей сучасного мистецтва.